# Abel Carretero Ernesto
Abel Carretero Ernesto (La Pobla de Mafumet, Tarragonès, 25 de novembre de 1991) és un filòleg, geògraf, traductor, corrector i corredor de muntanya i ultramaratonià català.
Nascut a la Pobla de Mafumet i establert a Vilamur, una vila del terme municipal de Soriguera, a la comarca del Pallars Sobirà, Abel Carretero porta corrent amb assiduïtat des del 2010, i competint d'una manera més seriosa des del 2016 aproximadament, encara que a partir del 2018 ha experimentat un gran salt de qualitat, ja amb la planificació de nutricionista i entrenador. Carretero va aconseguir la cinquena posició a la Copa d’Espanya de curses per muntanya del 2018, el títol de subcampionat de Catalunya el 2019, i prestigioses victòries a la “Trencacims” de Paüls o a la Tenerife Blue Trial. També ha finalitzat 11è a la cursa OCC de l’Ultra Trail de Montblanc i també 11è en una cursa de la Copa del Món, resultats que li han obert les portes de la Selecció Catalana de la FEEC.
El febrer del 2020 aconsegueix guanyà amb un temps de 4 hores i 39 minuts, posant així rècord a la cursa, la 'IV Trail Secretos del Duero' de Aldeadávila de la Ribera, una prova amb un recorregut de 42 quilòmetres i amb un desnivell positiu acumulat de 2.850 metres. L'agost d'aquell mateix 2020 el corredor de l'Associació Esportiva Matxacuca, a l'estació d'esquí d'Espot al Pallars Sobirà, va aconseguir batre el rècord d’Espanya d'ascens en 24 hores i deixa el llistó en 14.500 metres positius. L'anterior marca estava en mans del gallec Fernando Cancelo, amb +13.000 m. D'aquesta manera es quedà a les portes del rècord mundial, establert per l’italià Luca Manfredi (17.020m+). Aquest assoliment se suma a altres de la seva trajectòria com la cinquena plaça a la Copa FEDME de Carreres en línia 2018, o al subcampionat de Catalunya 2019, any en què a més va vèncer als 67 quilòmetres de 'Tenerife Bluetrail' (fent rècord) o als 50 quilòmetres de la 'Trencacims'. També va acabar l'11è a l'OCC de l'Ultra Trail del Montblanc.
L'any 2021 s'imposà en la Primera Marató de Muntanya de Catalunya, la Marató de Sant Llorenç de Savall, la més veterana de Catalunya que es disputa a Catalunya i a la Península, al Parc Natural de Sant Llorenç del Munt i Serra de l'Obac.
El juliol del 2022 Abel Carretero aconsegueix el títol de campió a l'ultra marató 'Trencacims de Paüls', una prova amb 53 quilòmetres de recorregut i un desnivell positiu de 4.050 metres, amb un temps de 6 hores, 17 minuts i 1 segon, revalidant així el títol assolit en la darrera edició disputada fins ara, l'any 2019. Aquell mateix any, el jove pobletà també es va proclamar subcampió de Catalunya i campió dels 67 quilòmetres de la Tenerife Bluetrail.
Abel Carretero, a més de corredor de muntanya, és un filòleg i geògraf, format a la Universitat de Barcelona entre els anys 2009 i 2015. També té un màster en assessorament lingüístic, que és l’àmbit al qual es dedica professionalment. Des del seu vessant de filòleg, ha estat el president de l'Associació Llengua Nacional entre els anys 2017 i 2022, una associació catalana fundada el 1991 que té per objectiu principal fomentar i estudiar la llengua catalana. Carretero també ha estat el director de la revista Llengua Nacional, l'òrgan oficial de divulgació de l'Associació. Carretero exerceix també de coordinador editorial de Nova Casa Editorial, corrector i traductor a l'editorial Baula.